# Mã Vân (nhà Minh)
Mã Vân (chữ Hán: 马云, ? – 1387 ), người Hợp Phì, An Huy, tướng lãnh đầu đời Minh. Ông cùng Diệp Vượng là tướng lãnh trấn thủ Liêu Đông thuộc thế hệ đầu tiên, có công gầy dựng cơ sở ở vùng đất này.

## Khởi đầu binh nghiệp
Vân vốn là Thiên hộ thuộc Trường Thương quân của Tạ Tái Hưng (cha vợ của Chu Văn Chính, Từ Đạt); sau khi Tái Hưng đầu hàng Trương Sĩ Thành, ông cùng Diệp Vượng tự bỏ về với Chu Nguyên Chương. Vân nhiều lần tòng chinh, tích công dần được làm đến Chỉ huy thiêm sự.

## Trấn thủ Liêu Đông
Tướng cũ của nhà Nguyên là Lưu Ích làm Chỉ huy đồng tri thuộc Liêu Dương chỉ huy sứ tư của nhà Minh, bị bọn Bình chương Hồng Bảo Bảo, Mã Ngạn Huy mưu sát. Hữu thừa Trương Lương Tá, Tả thừa Thương Huýnh bắt giết Ngạn Huy, còn Bảo Bảo chạy về với Nạp Cáp Xuất nhà Bắc Nguyên. Năm Hồng Vũ thứ 4 (1371), nhằm tăng cường quản lý binh lực cho Liêu Đông, Minh Thái Tổ thiết lập Đô chỉ huy sứ tư để thống lãnh các vệ, sai Vân cùng Diệp Vượng đều làm Đô chỉ huy sứ, trấn thủ đất ấy.
Năm thứ 8 (1375), nghe được con tin Hoàng Trù bị sát hại , đế cho rằng Nạp Cáp Xuất sắp xâm phạm, giáng sắc cho bọn Vượng phòng bị. Ít lâu sau, Nạp Cáp Xuất quả nhiên đem quân đến, thấy Liêu Dương phòng bị nghiêm ngặt, không dám đánh, bèn vượt Cái Châu vệ đến Kim Châu vệ. Quân Bắc Nguyên bị quân giữ Kim Châu đẩy lui, không dám quay lại đường cũ, men theo Tạc Hà, cách thành Cái Châu 10 dặm về phía nam mà trốn. Diệp Vượng phục binh từ Liên Vân Đảo đến Quật Đà Trại ở ven Tạc Hà, còn Vân cùng bọn chỉ huy Chu Ngạc, Ngô Lập dựng đại kỳ trong thành, nghiêm binh không động, im lặng như không có người. Quân Bắc Nguyên đến phía nam thành, mai phục bốn phía nổi lên, đôi bên sườn núi cờ phướn rợp trời, tên đạn như mưa. Nạp Cáp Xuất bàng hoàng chạy ra Liên Vân Đảo, gặp Diệp Vượng chặn lại, còn bọn Vân từ trong thành xông ra, hợp binh truy kích đến Tướng Quân Sơn, Tất Lật Hà, khiến quân Bắc Nguyên bị chém chết và rét chết nhiều không đếm xuể. Quân Minh thừa thắng đuổi đến Trư Nhi Dục, Nạp Cáp Xuất một mình chạy thoát. Xét công, Vượng, Vân đều được tiến làm Đô đốc thiêm sự.

## Hậu sự
Năm thứ 12 (1379), Vân nhận mệnh đánh Đại Ninh (nay là Ninh Thành), báo tiệp, được nhận thưởng, triệu về kinh. Vài năm sau thì mất.

## Đánh giá
Sử cũ nhận xét: Vân cùng Diệp Vượng trấn thủ đất Liêu, xén gai góc, dựng quân phủ, vỗ về quân dân, mở ruộng hơn vạn khoảnh, làm nên lợi ích lâu dài, khiến người Liêu cảm ơn đức. Đầu thời Gia Tĩnh, triều đình xét công của hai người ở Liêu, mệnh cho hữu tư lập đền thờ, xuân thu cúng viếng.